# ドラムヘラー (アルバータ州)
ドラムヘラー（英語: Drumheller）は、カナダのアルバータ州中東部にある町。バッドランドのレッドディア川流域で、カルガリーから北東に110kmの所に位置する。

## 歴史
炭鉱採掘の最盛期であった1930年代、ドラムヘラーの人口は30,000人を超え、1934年に市となった。ドラムヘラーはカナダ西部最大の石炭生産量と、アルバータ州で第2の天然ガス埋蔵量を誇り、豊富なエネルギー資源の供給に寄与していた。バッドランド地区との合併で州と国から交付金を受け取るため、ドラムヘラーは市の認可を取り下げて1997年には再び町となった。この合併によってドラムヘラーの面積はアルバータ州で最大の111km²となった。
映画やコマーシャルのロケ地としても有名で、過去には「許されざる者」 (1992)、「シャンハイ・ヌーン」 (2000)、「ノックアラウンド・ガイズ」 (2001)、「ラットレース」 (2001) などの撮影に使われた。

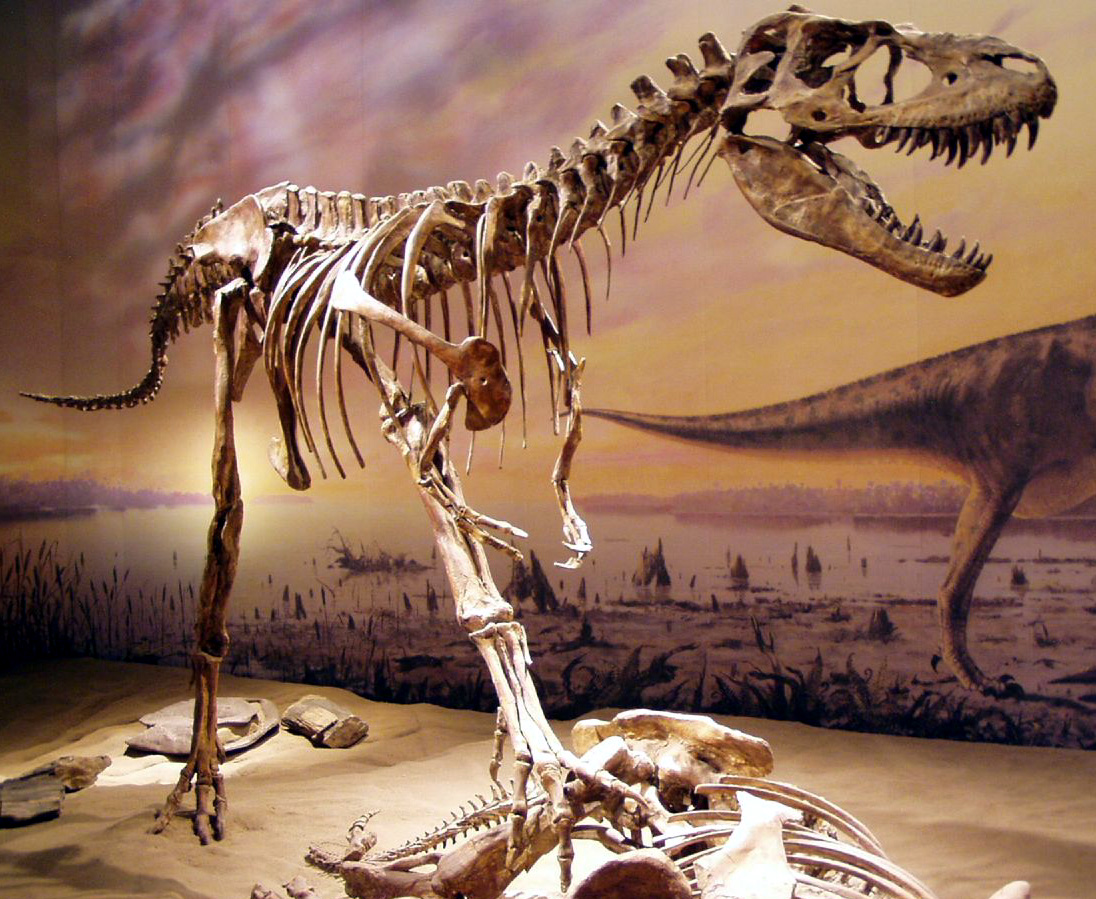
ゴルゴサウルスの骨格展示
（ロイヤル・ティレル古生物学博物館）

## 観光
レッドディア川を渡る州道9号線沿いにある観光案内所の隣に、世界最大の恐竜 (World's Largest Dinosaur) と呼ばれるティラノサウルスを模した展望台がある。この模型はグラスファイバー製で、高さは26.2mあり、模型の中に入ってバッドランド一帯を一望することもできる。
この他にもスターマイン橋と呼ばれる吊り橋やアトラス炭鉱歴史地区に多くの観光客が訪れる。
1981年までエドモントンからのVIA鉄道、2018年までカルガリーとサスカトゥーンを結ぶ都市間バスの便があったが現在は当地を通る公共交通機関はなく行く手段は不定期に運行されるカルガリーからの観光バスツアーのみになっている。
- ロイヤル・ティレル古生物学博物館：恐竜化石の収集・展示に関してはカナダ最大級の博物館である。年間の入館者数は約35万人で、アルバータ州で最も人気のある観光地の一つとなっている。博物館はドラムヘラーの町の北西部に広がるミッドランド州立公園内に位置する。
- バッドランズ円形劇場（Badlands Amphitheatre、略称：Badlands Amp）：スキー場に隣接している非営利運営の野外円形劇場（全2400席）。毎年7月に2週間、パッション・プレイ（キリスト受難劇）がアルバータ州出身の俳優たちで構成されるキャストによってが上演される。

## メディア

### 地元新聞
- ドラムヘラー・ヴァレー・タイムズ（週刊）
- ドラムヘラー・メール（週刊）

### ラジオ放送局
- AM 910 CKDQ Q91（ストラスモアから送信）
- FM 91.3 CKUA（公共放送）
- FM 94.5 CHTR（観光・コミュニティ放送）